# Pandorea montana
Pandorea montana là một loài thực vật có hoa trong họ Chùm ớt. Loài này được (Diels) Steenis mô tả khoa học đầu tiên năm 1977.